# Köselitz
Köselitz is een plaats en voormalige gemeente in de Duitse deelstaat Saksen-Anhalt, en maakt deel uit van de Landkreis Wittenberg.
Köselitz telt 195 inwoners.